# Mundo Emergido
Mundo Emergido es el mundo imaginario en el cual se desarrollan las novelas fantásticas de Licia Troisi, Crónicas del Mundo Emergido y Las Guerras del Mundo Emergido.

## La Autora
Licia Troisi nació en Roma el 25 de noviembre de 1980, la segunda hermana de tres hermanos. Desde bien pequeña se empezó a interesar por la escritura y escribió relatos cortos desde muy joven. Varias veces intentó meterse más a fondo con la poesía, pero decidió que era un género que no estaba hecho para ella. Frecuentó el liceo clásico y al acabarlo, se inscribió a la facultad de física. Se licenció en Astrofísica el 17 de diciembre de 2004 en la Universidad de Roma Tor Vergata, al presentar una tesis sobre las galaxias enanas. Durante los años de universidad conoció a su actual marido y en esos mismos años fue cuando empezó a interesarse por el mundo de la fantasía. De esta forma, a la edad de 21 años, encuentra la historia que buscaba y comienza a escribir las Crónicas del Mundo Emergido. Le llevó un año y medio para acabarla y seis meses para finalizar una primera corrección. Al acabar esto, sin muchas esperanzas, envió su novela a la editorial Mondadori. Finalmente, después de tres meses le llegó la llamada esperada y en abril de 2004 su primer libro Nihal de la Tierra del Viento (Nihal della Terra del Vento) llegó a las librerías. Con esta novela quedó como finalista al premio Italia 2005. En 2006 comenzó la publicación de una nueva saga ambientada también en el Mundo Emergido, llamada Guerras del Mundo Emergido.
En el 2008, publicó dos novelas más, La chica dragón y Los malditos de Malva, en las cuales deja apartado el Mundo Emergido.
Actualmente está trabajando en otra saga relacionada con el Mundo Emergido de la cual no ha querido revelar nada.
Actualmente colabora con el ASDC (ASI Science Data Center - Agenzia Spaziale Italiana)

## Títulos en la Saga
1. Crónicas del mundo Emergido (Cronache del mondo emerso): Primera trilogía, puesta en el mercado por la editorial Mondadori (Italiano) y por la editorial Kailas en lengua castellana. Está compuesta por los libros:
  1. Nihal de la Tierra del Viento (Nihal della Terra del Vento): Salió al mercado en abril de 2004 y fue traducido al castellano en junio de 2006.
  2. La Misión de Sennar: (La Missione di Sennar): Salió al mercado en octubre de 2004 y fue traducido al castellano en septiembre de 2006.
  3. El Talismán del Poder: (Il talismano del Potere): Salió al mercado en abril de 2005 y fue traducido al castellano en junio de 2007.
2. Las Guerras del mundo Emergido (Le Guerre del mondo emerso): Segunda trilogía, de nuevo, puesta en el mercado por la editorial Mondadori ((Italiano). Está compuesta por los libros:
  1. La Secta de los Asesinos (La Setta delgli Assassini): Salió al mercado en marzo de 2006 y su traducción ha sido publicada en septiembre de 2012.
  2. Las dos Guerreras: (Le fue Guerriere): Salió al mercado en febrero de 2007 y su traducción ha sido publicada en febrero de 2013.
  3. Un Nuevo Reino: (Un Nuovo regno): Salió al mercado en noviembre de 2007 y su traducción aún no ha sido publicada.

## Los libros

### Nihal de la Tierra del Viento
Nihal, la protagonista de la historia, es una joven medio elfa, que vive durante su infancia en la enorme ciudad-torre de Salazar, capital de la Tierra del Viento (que es uno de los 9 países del Mundo Emergido). Por ser medio elfa tiene una fisionomía diferente a la del resto de niños con los que juega; cabello azul, ojos violetas y orejas puntiagudas. Vive con su padre adoptivo Livon (aunque ella al inicio desconoce este detalle), quien es un hábil armero con un alto prestigio en todo el Mundo Emergido. Nihal es una niña extraordinariamente dotada para el manejo de la espada, por lo que sueña con convertirse en una gran guerrera, siendo este un mundo reservado únicamente a los hombres.
Un día se encuentra a Sennar -aprendiz de mago- que a través de una artimaña le gana en un duelo un puñal hecho por su padre adoptivo, dejándola en ridículo frente a sus amigos. Debido a este incidente, Nihal decide aprender un poco de magia, la necesaria para ser una guerrera completa, además por el hecho de tener cierto deseo de venganza hacia Sennar. No sin indudable esfuerzo, se convertirá en alumna de Soana, una gran maga que inicia a Nihal en los principios de la magia junto a Sennar, su otro discípulo. Durante este tiempo Nihal se enamora de Fen, un caballero del dragón (incidentalmente amante de Soana) que le ayuda a mejorar en el manejo de la espada.
Nihal y Sennar conocen los estragos de la guerra muy pronto, las legiones del Tirano llegan a Salazar, prendiéndola fuego y exterminando a casi toda la población. Muy pocos son los que consiguen escapar, y Livon no es uno de ellos. Nihal es rescatada por Sennar, que la lleva a la cabaña de Soana para curarla, donde la anfitriona le cuenta la verdad sobre sus orígenes. 
La guerra avanza y tienen que abandonar su hogar en la Tierra del Viento para dirigirse a la Tierra del Sol. Sedienta de venganza y rencor, Nihal quiere entrar en la antigua y prestigiosa Academia del Orden de los Caballeros del Dragón situada en Makrat (Capital de la tierra del Sol). Esta academia es el lugar donde son reclutados los soldados de las Tierras Libres contra el Tirano. Será Fen, quien la lleve delante del Supremo General Raven, el cual de ningún modo la quiere dejar entrar, siendo medioelfa y además, mujer. Con gran testarudez, Nihal se encarama a una estatua en la sede de la orden hasta que Raven decide darle una oportunidad, pero solamente si pasa la prueba de derrotar a los 10 mejores aprendices de la academia, que no sin poco esfuerzo y gracias a su gran convicción superará. 
Es en este punto que las vidas de los tres personajes comienzan a separarse. Soana decide ir en busca de su maestra y de respuestas, abandona el Consejo de Magos abdicando en favor de Sennar, el cual al principio, a pesar de sus grandes capacidades y estudios, era rechazado por su corta edad. Finalmente entra en el consejo, donde empeñará la mayor parte de su tiempo hasta el punto de no poder ver a Nihal. Nihal, segregada dentro de la orden y a pesar de todas las dificultades con las que se encuentra, aprende varias técnicas de combate que hasta ese momento no conocía. Sola dentro de la academia, mal vista por todo el mundo y discriminada porque es una mujer y porque es diversa a los demás, termina conociendo a Laio, un joven dentro de la academia con el que mantendrá una gran amistad, dejando de lado la soledad que venía arrastrando. 
Durante la prueba de la batalla (batalla en la llanura de Torhen), muere su amado Fen. Esta muerte lleva a Nihal a la desesperación aumentando en sí el enorme sentimiento de odio y venganza, algo que su mentor Ido (el único caballero de dragón gnomo) intentará remediar haciéndole comprender qué cosa es y qué cosas comporta la guerra. Ido le reprocha seguidamente a Nihal que sólo le mueven los deseos de venganza y le dice que de esa forma no la quiere como alumna. Le impone una licencia para que se tome un tiempo de "vacaciones" y recapacite estando lejos de la batalla.
Estará tres meses fuera, en un pequeño pueblo con una mujer llamada Eleusi y su hijo Jona, al que Nihal salva en el bosque de una manada de lobos. Juntos pasan buenos momentos pero al final decide retornar a la batalla, con Ido.
Por otra parte Sennar, en una misión desesperada para acabar con la guerra, que están perdiendo, decide ir a pedir ayuda a las gentes de un continente del que hace más de 150 años que no se sabe nada, El Mundo Submergido, con el que no acabaron nada bien las relaciones.

### La Misión de Sennar
Sennar se encamina hacia su aventura para pedir ayuda al Mundo Submergido. Antes de partir decide despedirse de su familia, de su madre , y finalmente de su hermana Kala, que le guarda un gran rencor por haberles abandonado. Gracias a un conocido del pueblo, y no sin desembolsar una cantidad enorme de dinero, consigue que una barco pirata acepte la misión de acercarle al Mundo Submergido. Así es como conoce al capitán Rool y a su hija Aires. Sennar, a quien le afectan demasiado las oscilaciones del barco, consigue hacerse respetar desde el principio, cuando intentaron acabar con él para quedarse con el dinero, haciendo uso de un conjuro e inmobilizando a su atacante. Al poco tiempo, la embarcación abordó a otro barco pirata para liberar a otro de su tripulación, Benares, novio de Aires. Tras los días de viaje, va ganando amistad con Aires y con un marinero llamado "" y haciendo crecer los celos en el interior de Benares. Al cabo de alguna semana, divisan unas islas desconocidas (Vanerias), protegidas por una barrera mágica la cual gracias a Sennar logran atravesar. Una vez parten, se encuentran con el "guardián" del Mundo Submergido, al que de nuevo gracias a Sennar y su magia logan vencer. 
Sennar entra en Zalenia (reino bajo el mar) e inmediatamente viene arrestado, ya que por ley todos los que vengan de arriba tienen que ser ejecutados. En el calabozo conoce a Ondine, una chica cuya familia es de las que más tarde llegaron al Mundo Submergido y por ello estos son despreciados. Se salva la vida gracias a ella y consigue hablar con el conde del condado en el que estaba prisionero. Este al ser uno de los más benevolentes lo escucha y aún jugándose la vida decide llevarlo donde el rey. Sennar, con su capacidad de convicción y salvándole la vida al rey de un mago del Tirano, que se había colado en Zalenia, consigue que este lo escuche y decida mandar un diplomático al Mundo Emergido. En este período tiene una relación extraña con Ondine, ella le confiesa su amor y él por momentos cree corresponderlo, pero finalmente se da cuenta de que, a quien de verdad ama es a Nihal.
Nihal por otra parte, en una pequeña misión que le encargan se encuentra de nuevo a Laio, antiguo amigo de la academia, que por miedo a su padre tras abandonar la academia decidió vagabundear. Este recibe una carta de su padre en la cual lo llama para que se reúna con él inmediatamente ya que, de lo contrario irá a buscarlo. Nihal decide acompañarle y por el camino los asaltan unos ladrones que tras enterarse del linaje de Laio, deciden raptarlo. Nihal, curada por un anciano que habita en el bosque rescata a Laio y finalmente tiene lugar el desagradable encuentro con el padre. 
En un asalto al campamento, Nihal se encuentra de nuevo con Dola, el general que llevó a cabo la destrucción de Salazar aumentando su deseo de venganza. Resulta herida por el mismo en la batalla sucesiva y es entonces cuando decide recurrir a la magia prohibida. Conoce a Megisto, que resultó ser el viejo que la curó en el bosque, antiguo brazo derecho del tirano, el cual le enseña una fórmula que le permite acabar con Dola. Finalmente, la victoria no supo tan bien como esperaba, ya que fue entonces cuando descubre que es el hermano de Ido, y también todo el pasado oscuro referente a su maestro, como que participó en la exterminación del pueblo de los medio elfos. 
Sennar y Nihal se reencuentran de nuevo, recuerdan los tiempos pasados y las historias que han vivido estando separados. Un poco más tarde, vuelve Soana que había ido en busca de su maestra, Reis. Soana le cuenta que Reis está interesada en verla, pero que se ha convertido en una persona un tanto malvada y que su consejo es que no vaya. Aun así Nihal (junto a Sennar) decide ir, quiere conocer más acerca de ella y de los suyos. Reis le cuenta toda la historia acerca de su infancia y se lesvela su verdadero nombre "Sheiren" (la consagrada), y como sus padres la ofrecieron al dios de la guerra. También le desvela que las voces dentro de su cabeza son realmente provocadas por ella para que no se "desviara" de su destino. Por último, le revela el único modo de acabar realmente con el Tirano: Un talismán al cual le tendrá que adjuntar ocho gemas mágicas, una de cada tierra. 
Tanto Nihal como Sennar deciden marchar haciendo caso omiso a la anciana, pero al retornar a la base se encuentran con que el frente ha avanzado muchísimo y ha invadido la mitad de la tierra del agua. Se enfrentan al ejército de fantasmas creado por Deinofobo y salen bastante mal parados. Nihal aterrorizada por la vuelta que había dado la batalla, pero sobre todo por el reencuentro con Fen, decide ir a por el talismán de Reis, puesto que es la única forma de acabar con la guerra.

## Países
- Tierra del Viento
- Tierra del Agua
- Tierra del Mar
- Tierra del Sol
- Tierra de los Días
- Tierra de la Noche
- Tierra del Fuego
- Tierra de las Rocas
- Gran Tierra

## Historia
Durante los primeros tiempos, el Mundo Emergido estaba poblado tan solo por el pueblo de los Elfos, criaturas perfectas de cara a los dioses. La pureza de su existencia se turbó con la llegada de los Humanos y Gnomos que invadieron el continente. Los Elfos desaparecieron, refugiándose más allá del Saar (o Gran Río) en las Tierras Desconocidas. Aunque algunos se mezclaron con los humanos dando origen al pueblo de los Medio-Elfos. Se sabe bastante poco acerca de la existencia de los elfos, y lo único que se sabe es aquello que cuentan las leyendas, que nunca se llega a saber si es realidad o no. En una de estas leyendas, se cuenta que combatieron con un gran enemigo llegado del desierto, evocado por un ritual de nigromancia errado, este enemigo fue vencido por un Consagrado con el Talismán del Poder. En otra leyenda se cuenta que otro Consagrado de Shevraar (al igual que Nihal) usó una lanza mágica, la Lanza de Dessar, contra un dragón malvado.
Trescientos años antes de las aventuras de Nihal y Sennar en las Crónicas del Mundo Emergido, se disputaba un conflicto interminable entre las ocho tierras, que hacían la guerra unas contra las otras por el predominio absoluto, esta guerra se conoce como “La Guerra de los Doscientos Años”. Esta guerra fue durante esta época que muchos habitantes, que hastiados de tanta guerra inútil decidieron abandonar el Mundo Emergido y adentrarse en el mar, así fue como se colonizaron las Islas Desconocidas (o Vanerias según sus pobladores), pero la guerra no se detuvo y llegó hasta donde se encontraban. Fue entonces cuando volvieron a emigrar y llegaron a lo que hoy se conoce como el Mundo Sumergido. Muchos de estos habitantes eran grandes magos, con lo que la magia todavía se encuentra muy presente es estos lugares ignotos, lugares que se encuentran protegidos por estas artes. 
Durante esta época, los habitantes de la Tierra de los Días, en su mayoría eran Medio-Elfos. Era un pueblo pacífico, dedicados a la ciencia y a la sabiduría, poseían en Seferdi, la capital, el mayor y único observatorio como tal de todo el Mundo Emergido. Este pueblo no intervino en la hostilidad por muchísimo tiempo, pero a pesar de todo, estaban particularmente dotados para las artes del combate, gracias a su capacidad para leer el pensamiento. Leven, su rey más ambicioso, determinado a expandir su dominio, decidió aprovecharse de dicha habilidad. A pesar de que hacía siglos que no combatían, en pocos años formaron el ejército más potente de todo el Mundo Emergido, gracias en gran parte a la extraordinaria capacidad estratégica que poseía su soberano. No todo fue tan bien como Leven planeó en un momento, murió justo después de la conquista de todas las tierras sin poder llegar a disfrutar su reinado, dejando el gran reino que había construido a su hijo Nammen.
No obstante, Nammen no siguió los pasos de su padre, no deseaba el poder. Convocó a los regentes de cada tierra y estos, no sin desconfianza y resignados a obedecer se presentaron. Pero el joven rey los dejó petrificados al abandonar el poder absoluto que había construido su padre tras años de guerras y restituir la libertad en cada uno de los países. Para este proceso, puso una condición, cada rey tenía que renunciar a un pedazo del propio dominio, la unión de estos pedazos daría origen a la Gran Tierra, en el centro del Mundo Emergido. Esta tierra tendría que ser la sede del consejo, con la función de decidir la política común de las ocho tierras, el Consejo de Magos. Estos consejeros accederían al puesto por ser representativos en sus tierras científica (por el conocimiento de la magia) o culturalmente (todo raza tiene derecho a ser representada), además cada tierra tendría que contribuir en la formación de un ejército común. 
Nammen, derrocó a los reyes que en ese momento ocupaban el cargo para que cada pueblo escogiera democráticamente a su nuevo rey. Aquí fue cuando comenzó el “medio siglo de paz” instaurada por Nammen, en los cuales había paz entre las tierras pero cada tierra libraba su propia batalla (...)

## Razas
- Humanos: Son tal y como los conocemos nosotros, habitan en todas las tierras del mundo emergido, en las Vanerias y en el Mundo Sumbergido, aunque en este último, presentan características morfológicas un tanto diferentes que deben haberse propiciado al vivir bajo el mar. Son totalmente albinos, exceptuando aquellos cuyos antecesores llegaron más tarde, que aún conservan características normales.

- Elfos: Son los antiguos pobladores del Mundo Emergido, convivieron un tiempo con los humanos y después emigraron a tierras lejanas cuando su pueblo comenzó a debilitarse. Eran más similares a las ninfas que a los humanos. Podían dirigir a su voluntad las leyes de la naturaleza, y podían utilizar plenamente el poder de la lágrima, proceso con el cual la comunión con los espíritus de la naturaleza se volvía más profunda. La única herencia que dejaron fue la estirpe de los "medio elfos".

- Medio-Elfos: Nacidos de la unión entre elfos y hombres. Han perdido en gran parte la cercanía con los espíritus primigenios con lo que el poder de la lágrima es prácticamente inaccesible. Aun así pueden dirigir aquellos espíritus menos poderosos. Poseen la facultad única de una percepción mucho más amplia que el resto de criaturas, y sienten con más fuerza los espíritus de la naturaleza y de los seres vivientes. Esta raza llegó a conquistar todo el mundo ejercitando esta facultad desde jóvenes, y se volvieron imbatibles en la guerra ya que podían leer el pensamiento del adversario.

- Gnomos

- Duendes: Según dicen, son los habitantes más numerosos del Mundo Emergido, aunque su población está diezmando a causa de las matanzas a manos del Tirano. Viven en prácticamente todos los bosques del Mundo Emergido, cuando han probado de separarse del bosque tarde o temprano han acabado muriendo. Son poco más grandes que una cabeza y tienen un par de alas que les da la capacidad de volar, además emiten un resplandor natural.

- Ninfas: Habitantes de las zonas boscosas y acuíferas de la Tierra del Agua,(DESCRIPCIÓN) en un tiempo las relaciones con los humanos que vivían en la misma tierra no eran amigables, hasta que el matrimonio de (REYES), un humano y una ninfa, propició el inicio de la mutua convivencia. Se crearon ciudades  donde ambas razas viven en armonía.

- Fammins: Son criaturas de altura humana, pero mucho más robustos y fuertes. Poseen pelo alrededor de todo el cuerpo, dos grandes cuernos que salen de la parte alta del cráneo, dos enormes garras y unos largos y afilados colmillos. Han sido creados por el tirano a través de numerosos experimentos con sus prisioneros, que se basan en la unión de diversas razas en un solo ser con el fin de crear una raza guerrera invencible. Y así parece, pues son criaturas que no dejan de combatir hasta la muerte, luchan incansablemente con un hacha en cada mano y ayudándose de sus garras y colmillos hasta que no queda una sola gota de sangre en su cuerpo. No son muy inteligentes, por lo que necesitan de un comandante que les dirija en la batalla. Son la principal arma utilizada por el Tirano para invadir las ciudades y tierras del Mundo Emergido. Aparentemente, solo piensan en el odio y en la destrucción, pero Nihal cuando se introduce dentro de la Tierra de los Días, descubre que no es así, que la mayoría de ellos también sienten y padecen, pero que a causa del encantamiento prohibido que cae sobre ellos no pueden negarse a nada. Existen una serie de Fammins, llamados "errados" por el ejército del tirano, que son los que más conservan sus sentimientos humanos, negándose a realizar actos crueles, por este motivo son eliminados del medio sin ningún tipo de piedad. Después de la caída del Tirano, sin saber que hacer ni donde dirigirse resultan masacrados por las tropas aliadas. Se podría decir que son el equivalente de los orcos de la saga El señor de los anillos de Tolkien o bien a los kull de la saga El legado de Cristofer Paolini

- Sirenas y Tritones

- Sirénidos

## Exterior del Mundo Emergido

### Vanerias
Las Vanerias o islas desconocidas como son conocidas por los habitantes del Mundo Emergido, son cuatro islas que se encuentran de camino 

### Zelania
Zelania o el Mundo Submergido, como es conocido entre los habitantes del Mundo Emergido, es un reino que como su nombre indica, se encuentra en las profundidades del océano (Gran Mar situado al norte del continente). Tiene un origen mucho más reciente que el Mundo Emergido. Durante la guerra de los doscientos años, muchos habitantes del Mundo Emergido, cansados de las guerras, decidieron abandonar sus tierras para adentrarse en el mar, y así fue, como gracias a la magia, y a la ayuda de las sirenas y tritones construyeron este reino. El último contacto antes de que Sennar llegara se remonta a más de 150 años, cuando el ejército conjunto de la Tierra del Viento y la Tierra del Agua intentaron invadirlo gracias a un mapa de un habitante que había retornado a tierra firme. Dicha expedición acabó trágicamente, las naves nunca regresaron y ningún superviviente pudo contar la historia. 
Este continente se encuentra dentro de unas vasijas de un material similar al cristal, interconectadas entre ellas mediante túneles del mismo material, y recubiertas de un aceite que proviene de algas, que sirve para amplificar los pocos rayos de luz que llegan de la superficie. Los pueblos y ciudades por tanto, se encuentran dentro de estas vasijas, de mayor o menor tamaño y sus casas están construidas con arena y rocas decoradas con conchas de todos los tipos y colores. En el centro de cada vasija se encuentra una larga columna hueca que llega hacia la superficie del agua para coger aire.
Los habitantes tienen la piel y el cabello blanco, y los ojos casi luminiscentes. Seguramente, se debe al hecho que esta gente no entra nunca en contacto directo con la luz solar. El idioma que hablan es un tanto diferente al hablado en el ‘’’Mundo Emergido’’’ , más bien se parece al idioma que se hablaba en este continente doscientos años atrás, justo cuando los destinos de ambos continentes se separaron.
También habitan sirénidos, seres nacidos de la relación de una sirena o tritón con un ser humano, estos poseen agallas y son capaces de respirar bajo el agua. 
Cada grupo de vasijas (pueblos o centros habitados) gozan de bastante autonomía, se encuentran dirigidas por un conde, un soberano absoluto con ejército personal cuya función principal es administrar la justicia y recoger los tributos para el rey, algunos de ellos (la mayoría) se comportan como tiranos, mientras que otros pocos utilizan el dinero recaudado de los impuestos para el bienestar de su población. Inicialmente El Mundo Sumergido no era un reino, cada condado era independiente, pero durante un tiempo la situación de enemistad estuvo cerca de provocar una guerra, y para que esto no sucediera, pues esta era la finalidad por la que los primeros pobladores habían escapado del Mundo Emergido, decidieron por unanimidad nominar a un rey, el cual se encargaría de garantizar la paz en todo el reino de Zalenia. 
La capital del reino se llama Zirea y es una enorme metrópolis donde conviven humanos y la mayor parte de sirénidos. El Castillo de Zirea realmente son dos castillos, totalmente simétricos, uno proyectado hacia el interior de las vasijas, donde viven los humanos y el otro proyectado hacia el exterior, donde viven sirenas y tritones.
Según el Código Nuevo de Zalenia, todo hombre o mujer del Mundo Emergido (gente de arriba), encontrado en Zalenia debe ser condenado y sacrificado. Esta ley se aprobó después de los continuos ataques que los habitantes de Zalenia sufrían, temerosos de que la codiciada paz pudiera ser amenazada incluso en sus tierras. Por esto, Zalenia está custodiada por un “guardián”, un monstruo marino enorme capaz de destrozar un navío, y su entrada es un enorme remolino que da a parar a Eressea, un pueblo en el condado de Sakana regido por el conde Varen, 
Durante la guerra contra el tirano, gracias a Sennar el soberano, el rey Nereo decide enviar a un embajador con Sennar al Mundo Emergido para comprobar como van las cosas. Después de esto, Nereo decide mandar la mitad de su ejército para ayudarles.

## Dragones y Caballeros del Dragón

### Caballeros del Dragón
Son los más importantes y potentes guerreros del Mundo Emergido, tanto que casi siempre desempeñan el papel de generales (el nombre deriva de que los pertenecientes a tal orden luchan a lomos de un enorme dragón). Esta orden tiene como sede principal Makrat, capital de la Tierra del Sol, la Academia del orden de los Caballeros del Dragón. La entrada en tan prestigiosa orden está reservada solamente a varones, con la única excepción de Nihal, que a pesar de todo tubo que superar una dificilísima prueba de habilidad. Alcanzar a formar parte de tan prestigiosa orden es un gran honor, tanto que muy a menudo los regentes del Mundo Emergido suelen pertenecer a esta.
La orden está regida de un general supremo, y el adiestramiento se divide en dos partes; en un primer momento el alumno resta dentro de la academia, para que después de superar la prueba de la batalla puedan ser asignados a un Caballero veterano para que les adiestre tanto en el entreno como en el vuelo con dragón. Finalmente, será el general supremo el encargado de nombrarle caballero. Es común entre los alumnos hacerse un tatuaje antes de ser nombrados. Posteriormente al nombramiento, se celebra una gran fiesta en honor al caballero.
Existen dos variedades de caballeros no pertenecientes a esta orden. Los Caballeros de Dragones azules pertenecientes a la tierra del mar, de allí de donde son originarios este tipo de dragones y Los Caballeros Negros que cabalgan a lomos de un enorme dragón negro creado por el tirano.
Los principales Caballeros del Dragón son: Nihal, Ido, Fen, Raven, Pewar, Dhuval, Dohor, Learco, Parsel, Nelga, Semeion y Dameion, Dola, Deinoforo y Aymar.

### Dragones
Son una de las especies más antiguas y poderosas que pueblan el Mundo Emergido y podemos diferenciarlos por la especie a la que pertenezcan o por sus colores. Los dragones pueden entablar un vínculo con un ser humano, gnomo o medio-elfo convirtiéndolo en Caballero del Dragón. Puesto que los elfos emigraron a tierras lejanas, mucho tiempo antes del comienzo de esta trilogía, no se sabe si estos también podían establecer este vínculo con los dragones. 
Este vínculo es de tipo afectivo, como el que se puede tener con un animal. Cuando muere su Caballero, el dolor que sufren es tan grande que llegan a rozar la locura, pierden la confianza en el mundo y en la raza humana, y muy difícilmente se llegan a a fiar de otra persona.
Exceptuando algunos magos como Sennar, que pueden hablar telepáticamente con ellos debido a su capacidad. Estas criaturas gozan de una grandiosa inteligencia. 
Por lo general (exceptuando alguna especie que veremos a continuación) los dragones pueden volar gracias a grandiosas alas diáfanas y pueden llegar a escupir enormes lenguas de fuego.
- Dragones Comunes: Son la mayor parte de los dragones y habitan por todo el Mundo Emergido, generalmente son verdes, pero también podemos encontrarlos rojos (como Vesa, dragón de Ido), (si existen dragones de algún otro color no viene reflejado en las novelas). Poseen dos grandiosas alas, con las que son capaces de hacer acrobacias de todo tipo llegando incluso a quedarse quietos en el aire. También poseen poderosas fauces y garras con las que suelen luchar. Pueden escupir grandes lenguas de fuego a voluntad y cuando encuentran a un Caballero difícilmente se separan. Son hábiles en batalla y tenaces como pocas otras criaturas. Los principales son: Gaart, Oarf, Vesa, Tharser y Xaron

- Dragones Azules: Aunque son bastante parecidos a los anteriores, son considerados una especie diferente puesto que necesitan cuidados particulares. Físicamente son algo más pequeños y su color varía desde el azul marino al celeste. Tienen un atractivo particular y provienen generalmente de la Tierra del Mar. Los caballeros que montan a lomos de estos dragones son considerados de una orden particular, la de los Caballeros del Dragón Azul.

- Dragones Negros: Esta especie de dragones está presente solamente en la primera trilogía de la saga, Crónicas del Mundo Emergido y son seres monstruosos y sin escrúpulos creados de la magia del Tirano Aster. Como su nombre indica son negros, pero son muy similares a los dragones comunes que pueblan el Mundo Emergido. Tienen un instinto natural que les incita al odio y a la destrucción. Su uso principal es como cabalgaduras para los más poderosos generales y capitanes del ejército del Tirano para oponerse a los Caballeros del Dragón del ejército de las tierras libres. La raza se extingue probablemente en la caída del tirano en la gran batalla de invierno. De estos dragones no se conocen nombres, pero los principales son aquellos montados por Dola, Semeion, Dameion y Deinoforo

- Dragones de Tierra o Makhtahar: Aparecen a mitad de la segunda trilogía y a diferencia del resto de dragones, no saben volar, ya que poseen dos alas pequeñísimas aparentemente inútiles. Su gama de colores se extiende del marrón al rojizo. Son más similares a enormes lagartijas que al resto de dragones, y de hecho se mueven como tales. Se pueden encontrar en las pendientes y laderas de las montañas de las Tierras Desconocidas. La población de Huyè los venera como divinidades y son sin lugar a dudas, los estandartes de los sistemas montañosos de las Tierras Desconocidas más allá del río Saar. Son de naturaleza benevolente, pero no se vinculan a ningún ser y por tanto no aceptan ser cabalgados.

- Kagua: Son muy similares a los Dragones de Tierra, pero mucho más pequeños y totalmente desprovistos de alas. Poseen los mismos colores que sus similares y también habitan en los mismos sitios. A diferencia de los anteriores, estos vienen usados como monturas de los habitantes del pueblo de Huyè, pero a diferencia de los dragones del mundo emergido no están particularmente ligados a la persona que lo monta, ni escogen un caballero particular con el que convivir. Fueron el medio de transporte para la última parte del viaje de Dubhe y Lonerin hacia la casa de Sennar. El ritmo de estos es poco constante y bastante incómodo para la gente que los monta, pero pueden viajar por colinas muy empinadas y por muchas horas consecutivas sin necesidad de reposo.

### Diferencias con los Jinete del Dragón de la sagaEl Legado
1. La comunión entre Dragón y Caballero es simplemente afectiva, no tiene nada que ver con la fusión de almas como en la obra de Christopher Paolini.
2. La unión entre Dragón y Caballero no está señalada con ningún rasgo físico. A pesar de ser algo difícil, un dragón puede ser montado por otro Caballero, como en el caso de Nihal.
3. Un dragón no tiene porque morir con su Caballero, podemos ver un ejemplo en Oarf, el dragón de Nihal.
4. Los dragones no hablan, ni se comunican  telepáticamente. En esta obra son los más similares a los animales. Normalmente los Caballeros (excepto Nihal) llevan una pica para conducir al dragón.
5. No existe ninguna conexión entre el color del dragón y la espada o las características del caballero.
6. Los dragones en esta obra no están vinculados a la magia.

## Enlaces de interés
- Datos: Q6026292